# Alexander Wurz
Alexander Wurz (født 15. februar 1974 i Waidhofen an der Thaya, Østrig) er en østrigsk racerkører, der er bedst kendt for i en årrække at have været en del af Formel 1-sporten. Både som førstekører, men i mange sæsoner også som testkører for forskellige teams.
I 1997 debuterede Wurz i Formel 1 for Benetton i Canada. Han erstattede Gerhard Berger, der kunne ikke køre pga. sygdom. Wurz imponerede holdet med sin podieplacering i Silverstone i Storbritannien med en tredjeplads.
Fra 2001 til 2006 var han testkører for McLaren og Williams. Da Juan Pablo Montoya var kvæstet i 2005, kørte Wurz for McLaren i San Marino med en fjerdeplads i løbet, men han tog en tredjeplads efter at begge BAR-kørere var diskvalificeret. I 2006 kørte han i det første træningssession i alle løb.
I 2012 vendte Wurz tilbage til Williams F1 for at guide holdets uerfarne kørere Pastor Maldonado og Bruno Senna.

## Resultater
Wurz står (pr. juli 2008) noteret for at have kørt 69 Formel 1-løb, der har fordelt sig over 11 år, mellem 1997 og 2007. Han har aldrig vundet et Grand Prix, men er tre gange sluttet på podiet for sekundære placeringer.